# Puig de Cucala
El Puig de Cucala és una muntanya de 194 metres que es troba al municipi de Mont-ras, a la comarca catalana del Baix Empordà.